# Renata Tarragó
Renata Tarragó Fábregas (1927 - 2 de agosto de 2005), fue una guitarrista y vihuelista española, maestra y artista, tanto como solista y acompañante. Ella fue la primera mujer guitarrista en grabar el Concierto de Aranjuez de Joaquín Rodrigo, y fue la editora de la primera edición publicada de la partitura Concierto de Aranjuez.

## Vida y carrera
Tarragó nació en Barcelona, España, en 1927, la segunda de dos hijos de Graciano Tarragó Pons, quien fue un músico, compositor y profesor, y su primera esposa, Renata Fábregas. Estudió en el Conservatorio de Barcelona, donde su primer maestro fue su padre. Graciano Tarragó (1892-1973), que había enseñado previamente a la soprano Victoria de los Ángeles, había estudiado la guitarra bajo la enseñanza de Miguel Llobet, y también tocaba el violín y la viola.
Renata Tarragó hizo su primera aparición en público a la edad de 14 años, y fue nombrada profesora asistente en el Conservatorio de Barcelona a la finalización de sus estudios allí en 1944. En 1951, el Conservatorio de Barcelona adjudicó a Tarragó el "Premio Extraordinario" para sus logros artísticos.
Viajó por Francia, Italia, Suiza, Alemania y Marruecos. En 1959 recorrió EE. UU. y en 1962 representó a España en el XXI Concierto Internacional de Guitarra de Tokio logrando la "Palma de Oro". Tras una gira por los países nórdicos tocó en la Orquesta Filarmónica de Londres, y más tarde viajó a Yugoslavia y Sudáfrica cosechando alabanzas por su técnica y temperamento.
En la actualidad era profesora en el Conservatorio de Barcelona.
Estaba casada con José Antonio Osorio Gullón.

## Grabaciones
- With Victoria de los Ángeles:
  - El testament d'amelia; Catalonia, traditional (The Gramophone Co., n.d.)
  - Tengo que subir; Asturias, traditional (The Gramophone Co., n.d.)
  - Playera; Andalusia, traditional (The Gramophone Co., n.d.)
  - Seventeen traditional songs of Spain (HMV, 1950s)
  - El cant des ocells; Catalonia; Din dan boleran (HMV, 1950s)
  - Canción de trilla; Parado de Valldemosa: bolero-Mallorca; Nik baditud; Andregaya: Vascongadas (HMV, 1951)
  - Ahí tienes mi corazón fandango castellano-León; La ví llorando: Castilla la Vieja-Santander; Ya se van los pastores: Castilla la Vieja-Soria (HMV, 1951)
  - Si quieres saber coplas granadinas, Andalucía; Playera: Andalucía (HMV, 1951)
  - El rossinyol; El testament d'Amelia; Cataluña (HMV, 1951)
  - Campanas de Belén Jaeneras que yo canto: Andalucía; A dormir ahora mesmo: canción de cuna: Murcia (HMV, 1951)
  - Adiós meu homino Miña nay por me casare: Galicia, tradicional; Tengo que subir: Asturias, tradicional (HMV, 1952)
  - Chants folkloriques espagnols (1952)
  - Spanish songs (RCA Victor, 1954)
  - Canciones populares españolas (HMV, 1958)
  - Canciones populares españolas Selección n. 1 (Odeón, 1960)
  - Canciones populares españolas Selección n. 2 (Odeón, 1960)
  - 17 chants folkloriques espagnols (HMV, 1960s)
- Con Graciano Tarragó:
  - Dos guitarras españolas (Hispavox, 1958)
- Solo:
  - Música española para guitarra: Autores antiguos, Obras de Fernando Sor (Hispavox, 1958)
  - Homenaje a Tárrega (Hispavox, 1958)
  - Concierto de Aranjuez para guitarra y orquesta (Hispavox, 1958; Columbia, 1959)
  - Guitarra española suite (Columbia, 1959)
  - Concierto de Castilla (Columbia, 1962)
  - Zarabanda y double guitarra (Hispavox, 1963)
  - Quintet, no. 1, in D major, op. 37, for guitar and string quartet, and Quintet no. 3, in E minor, op. 50, no. 3, for guitar and string quartet (Musical Heritage Society, 1964)
  - Música del Renacimiento español (Vergara, 1965)
  - Deadfall: Romance for Guitar and Orchestra - Original Motion Picture Soundtrack (20th Century Fox Records, 1968)